# Fannia clavata
Fannia clavata är en tvåvingeart som beskrevs av Chillcott 1961. Fannia clavata ingår i släktet Fannia och familjen takdansflugor. Inga underarter finns listade i Catalogue of Life.